# جو کینن (بازیکن فوتبال)
جو کینن (انگلیسی: Joe Keenan؛ زادهٔ ۱۴ اکتبر ۱۹۸۲) یک بازیکن فوتبال اهل انگلستان است.